# Peter Rees (baron Rees)
Peter Wynford Innes Rees (9 décembre 1926 - 30 novembre 2008) est un homme politique et avocat conservateur britannique. Il est député de Douvres et Deal de 1974 à 1983 et député de Douvres de 1970 à 1974 et de 1983 à 1987. Il est secrétaire en chef du Trésor de 1983 à 1985. Il est créé pair à vie comme baron Rees, de Goytre, en 1987.

## Jeunesse et éducation
Rees est né à Camberley, Surrey, le fils unique du major-général Thomas Wynford Rees de l'armée indienne et d'Agatha Rosalie Innes. Son grand-père maternel est Charles Alexander Innes (en), gouverneur de la Birmanie britannique de 1927 à 1932. Il fait ses études à la Stowe School. Il rejoint les Scots Guards en 1945 et trois ans plus tard, il poursuit ses études à Christ Church, à Oxford. En 1953, il est appelé au barreau par l'Inner Temple. Il devient Conseiller de la reine en 1969 .

## Carrière politique
Aux élections générales de 1964, Rees se présente comme candidat conservateur au siège travailliste sûr d'Abertillery, où il n'obtient que 14% des voix, contre 86% remportés par le seul autre candidat, le révérend travailliste Llewellyn Williams . À la mort de Williams en 1965, Rees est le candidat conservateur aux élections partielles qui suivent, perdant par une marge tout aussi importante.
Aux élections de 1966, il se présente pour le siège travailliste le plus prometteur de Liverpool West Derby, mais perd à nouveau.
Il est finalement élu au Parlement aux élections générales de 1970, lorsqu'il gagne à Douvres, avec une majorité de 1 649 voix sur le député travailliste David Ennals.

## Parlement
Dans le gouvernement d'Edward Heath, il sert de 1972 à 1973 à titre de secrétaire parlementaire privé du solliciteur général, Michael Havers.
En 1979, lorsque le Parti conservateur arrive au gouvernement sous Margaret Thatcher, il est ministre d'État au Trésor, travaillant pour le chancelier de l'Échiquier, Geoffrey Howe, avant de devenir ministre du Commerce en 1981. Après les élections générales britanniques de 1983, il est nommé au cabinet en tant que secrétaire en chef du Trésor, travaillant pour le nouveau chancelier de l'Échiquier, Nigel Lawson. Il est nommé conseiller privé la même année.
Contrairement à la plupart des autres secrétaires en chef du Trésor, Peter Rees n'est jamais allé plus loin au sein du Cabinet, quittant son poste lors du remaniement ministériel de septembre 1985. Il prend sa retraite du Parlement à l'élection générale de 1987, âgé de 61 ans, et le 16 novembre 1987 est créé un pair à vie en tant que baron Rees, de Goytre dans le comté de Gwent et siège à la Chambre des lords en tant que conservateur.

## Vie privée
En 1969, il épouse Anthea Peronelle Wendell, fille du major Hugh John Maxwell-Hyslop et ancienne épouse du major Jack Wendell. Ils n'ont pas d'enfants . Grâce à ce mariage, il est le beau-père des filles d'Anthea de son premier mariage avec Jac Wendell: Francesca et Serena Wendell (plus tard la deuxième épouse de John Crichton-Stuart, 7e marquis de Bute) .
Rees est décédé d'une hémorragie sous-arachnoïdienne spontanée à St Thomas' Hospital à Londres, des suites d'une courte maladie. Il est enterré à l'église Saint-Pierre de Goytre .